# Şekerköy, Şereflikoçhisar
Şekerköy là một xã thuộc huyện Şereflikoçhisar, tỉnh Ankara, Thổ Nhĩ Kỳ. Dân số thời điểm năm 2011 là 210 người.